# Châtillon-Saint-Jean
Châtillon-Saint-Jean ist eine französische Gemeinde mit 1.299 Einwohnern (Stand: 1. Januar 2022) im Département Drôme in der Region Auvergne-Rhône-Alpes (vor 2016 Rhône-Alpes); sie gehört zum Arrondissement Valence und zum Kanton Romans-sur-Isère. Die Einwohner werden Châtillonnais genannt.

## Geographie
Châtillon-Saint-Jean liegt etwa 32 Kilometer nordöstlich von Valence am Flüsschen Joyeuse. Umgeben wird Châtillon-Saint-Jean von den Nachbargemeinden Saint-Michel-sur-Savasse im Norden, Parnans im Nordosten und Osten, Saint-Lattier im Osten und Südosten, Saint-Paul-lès-Romans im Süden, Génissieux im Südwesten und Westen, Triors im Westen sowie Geyssans im Nordwesten.

## Bevölkerungsentwicklung
| Jahr                       | 1911 | 1962 | 1968 | 1975 | 1982 | 1990 | 1999 | 2006 | 2019 |
| -------------------------- | ---- | ---- | ---- | ---- | ---- | ---- | ---- | ---- | ---- |
| Einwohner                  | 535  | 669  | 672  | 680  | 754  | 790  | 888  | 1179 | 1316 |
| Quellen: Cassini und INSEE |      |      |      |      |      |      |      |      |      |

## Sehenswürdigkeiten
- Kirche Saint-Théobald aus dem 12. Jahrhundert
- Schloss Bady aus dem 15. Jahrhundert
- Wehrhaus von Clérivaux aus dem 13. Jahrhundert
- Motte

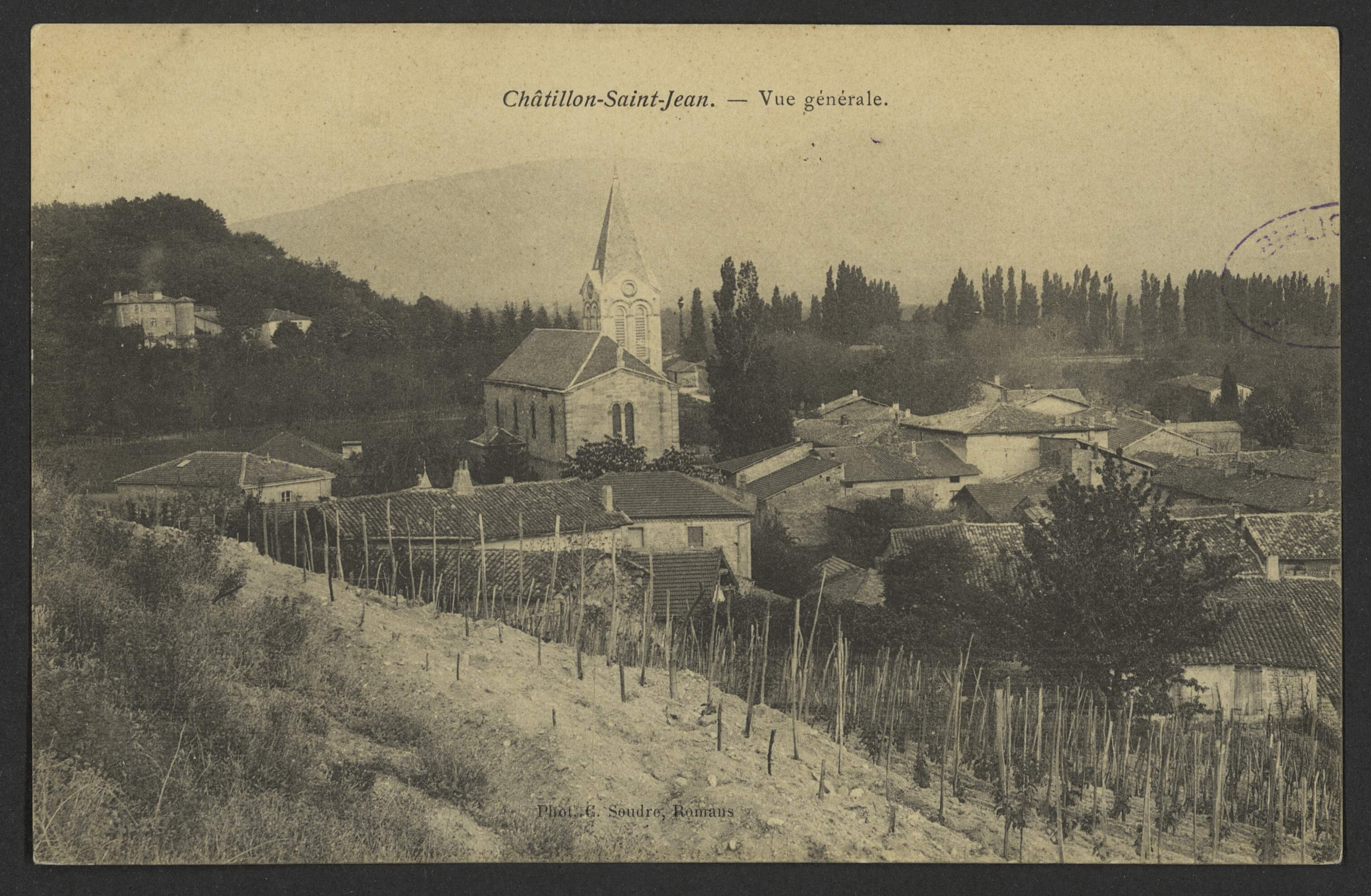
Alte Postkarte mit der Kirche Saint-Théobald
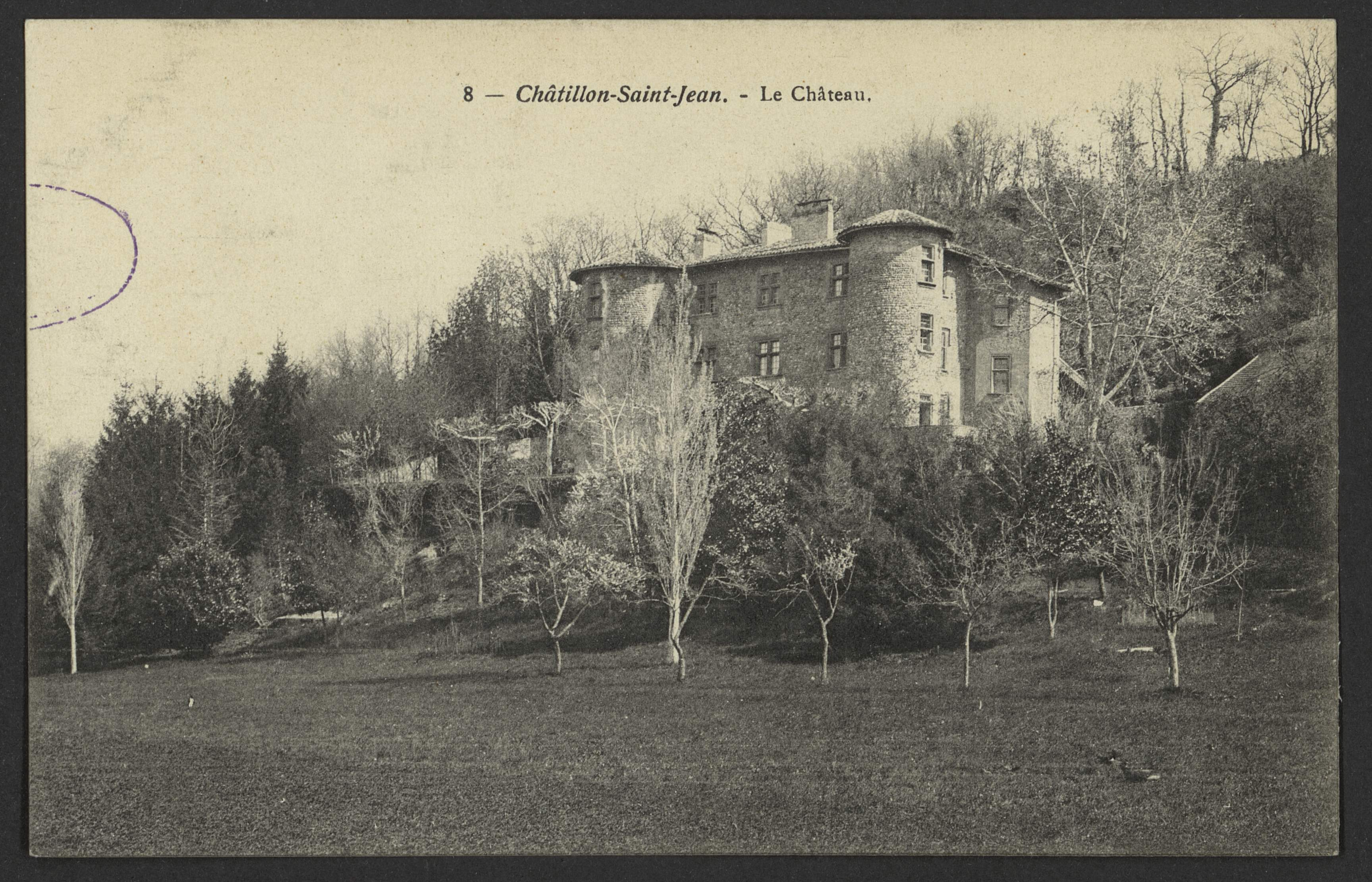
Alte Postkarte des Schlosses